# 涡流制动
涡流制动（英語：Eddy current brake，缩写：ECB）是一种非摩擦制动方式。涡流制动是基于法国物理学家莱昂·傅科发现的涡电流现象，基本原理是将磁铁按照N、S极交替布置，并与金属导体保持一定的间隙，当磁铁与导体相对运动时产生电磁感应，导体内产生闭合的漩涡状感应电流（涡电流），由涡电流产生的磁场使主磁场发生失真，磁力线发生偏转，产生与运动方向相反的切向分力，亦即是制动力，阻力的
方向可由弗莱明左手法则判定，同时涡电流在具有一定电阻的导体内部流动时将电磁能转化为热能而导致导体发热。涡流制动的主要优点是无机械磨损、制动力在很大速度范围内保持稳定，因此适用于重型汽车、高速列车、起重机械等场合。

## 应用范围

### 汽车
为减轻传统的摩擦式制动器（例如鼓式制动和盘式制动）的制动负担，越来越多的大型客车及载重货车装备了涡电流缓速器作为辅助制动装置。早于1903年，法国工程师斯泰克尔（Steckel）根据涡电流原理申报了世界上第一个汽车用电涡制动器专利。1936年，法国工程师劳尔·沙拉林（Raoul Roland Raymond Sarazin）研制出世界上第一台涡流缓速制动器。第二次世界大战结束后，法国泰乐玛（Telma S.A.）公司正式购买了沙拉林的另一项涡电流缓速器专利，并且先后推出了装在传动轴上的A系列缓速器和装在变速箱和后桥上的F系列缓速器。

### 铁路

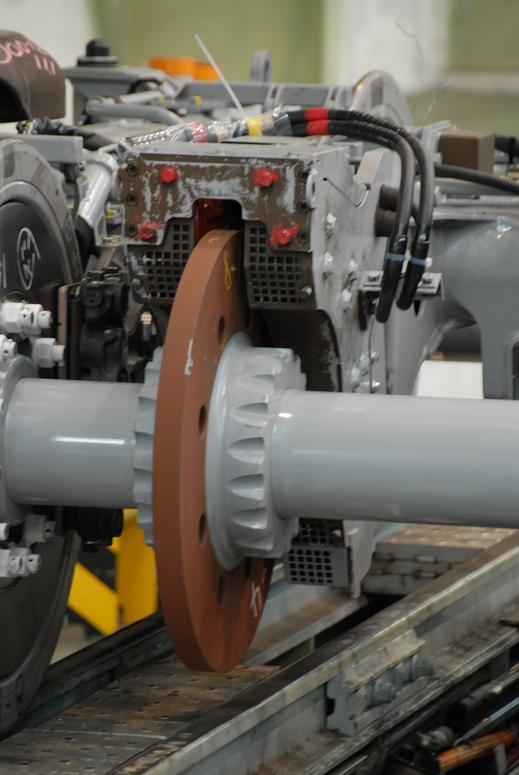
新干线700系电力动车组使用的旋转涡流制动装置

铁路机车车辆使用涡流制动可分为轨道涡流制动和旋转涡流制动。旋转涡流制动是在车轴上设置金属圆盘作为磁感应体，磁铁安装在金属盘的一侧或两侧，金属圆盘在磁场中转动时可感应出涡电流，从而产生制动力；制动力和圆盘转速与励磁强度成比例，制动时在圆盘中储存和散发热能 。与属于非粘着制动的轨道涡流制动相比，旋转涡流制动的制动力必须经轮轨粘着传递到轨道，这种特性与同属粘着制动的盘式制动没有分别，但单靠涡流制动只能减速而无法作为停车制动使用，这是因为只有圆盘转动时才会产生涡电流，因此在低速时制动力会急剧衰减。旋转涡流制动最初应用于1972年面世的TGV 001高速燃气轮列车组，后来日本在新干线100系、300系、700系电力动车组的拖车上亦使用了旋转涡流制动。
轨道涡流制动又称为线性涡流制动，和旋转涡流制动一样都是利用涡电流原理，只是轨道涡流制动用钢轨作为磁感应体，电磁铁安装在转向架上距离轨面约7～10毫米的高度，当列车行驶时电磁铁与钢轨产生相对运动，在钢轨上感应出涡流并形成制动力。与旋转涡流制动相比，轨道涡流制动与上述的磁轨制动同属非粘着制动，制动力不受轮轨间粘着系数的限制，有利于缩短列车制动距离。与磁轨制动相比，轨道涡流制动不会与钢轨产生机械摩擦，因此不会产生噪音。然而，它亦有一些缺点使其应用范围受到限制。轨道涡流制动的电磁场容易对轨道电路造成干扰，尤其对于直流电气化铁路更甚；而使用轨道涡流制动时，车辆动能转变成涡流损耗而导致钢轨发热，如果在同一路段连续使用轨道涡流制动，钢轨温度有可能超过规定的极限值。此外，虽然轨道涡流制动可产生强大的制动力，但同时耗电量也比磁轨制动大得多，根据德国联邦铁路ICE-V列车的试验，产生每千牛顿制动力约需4千瓦功率。
1960年代末，日本国有铁道曾经在新干线951型电力动车组试用轨道涡流制动，但由于簧下重量增加和钢轨发热等原因未被其他新干线车辆所采用。1970年代，轨道涡流制动被法国国家铁路和德国联邦铁路列入TGV、ICE高速列车的开发计划，克诺尔集团也参与了轨道涡流制动的研制项目。1974年，法国国铁在Z 7001型试验性电动车上进行了轨道涡流制动试验。1985年，德国联邦铁路开始利用ICE-V列车进行大量的轨道涡流制动试验，但当局考虑到电磁干扰和设备重量等因素，后继的ICE-1、ICE-2列车选用传统的磁轨制动。1998年，经过克诺尔集团长时间的研究和改良，新一代的轨道涡流制动装置开始在ICE-S列车上投入试验。2002年，德国铁路ICE-3高速列车投入服务，这是第一款采用轨道涡流制动的量产铁路车辆。